# Ida van Saksen
Ida van Saksen, overleden 31 juli 1102, was waarschijnlijk een dochter van Bernhard II Billung, hertog van Saksen en Eilika van Schweinfurt. Ze was een zuster van Geertruida van Saksen, Ordulf van Saksen en Herman van Saksen. 
Ida van Saksen trouwde omstreeks 1055 met Frederik van Luxemburg (1003 † 1065). Dit huwelijk bleef kinderloos. Als weduwe hertrouwde ze in 1065 met Albert III († 1101..1105), graaf van Namen. Zij kregen de volgende kinderen:
- Godfried van Namen (1068 † 1139), graaf van Namen
- Hendrik (1070 † 1138), graaf van La Roche
- Frederik († 1121), bisschop van Luik van 1119 tot 1121
- Albert († 1122), graaf van Jaffa
- Alix (1068 † na 1124), in 1083 gehuwd met Otto II (1065 † voor 1131), graaf van Chiny